# Butia lallemantii
Espèce
Butia lallemantii est une espèce de palmiers (famille des Arecaceae) du genre Butia. Elle se trouve dans le centre-est de l'Amérique du Sud.

## Distribution et habitat
Ce palmier est endémique de la portion septentrionale de la Province de La Pampa de la partie pampéenne uruguayenne, celle qui vers des latitudes moindres présente quelques influences de la province phytogéographique du Cerrado. L'environnement caractéristique de ce palmier est les bancs de sable.
Cette espèce se trouve majoritairement au sud-est de l'état brésilien de Rio Grande do Sul, avec plus au sud ,  un petit secteur de l'extrême nord du l'Uruguay dans le département de Rivera,  où l'on trouve 4  populations très réduites, qui,  ajouté au fait d'être très apprécié par le bétail, représente pour cette espèce un grave danger d'extinction.

## Taxonomie
Cette espèce a été décrite en 2006 par les botanistes Leonardo Paz Deble et Jose Newton Cardoso Marchiori.
Les populations assignées de B. lallemantii étaient antérieurement placées dans B. paraguayensis, En formant seulement un écotype.
Depuis que B. lallemantii  a été décrite, B. paraguayensis est  une espèce confirmée de l'état de Rio Grande do Sul .
Étymologie
Le nom générique Butia provient d'un nom vernaculaire donné en Brésil aux membres de ce genre. Le terme spécifique lallemantii rend honneur au nom du médecin et explorateur allemand Robert Christian Barthold Avé-Lallemant qui est intervenus au XIXe siècle pour décrit la flore du sud du Brésil.

## Caractéristiques
Butia lallemantii est un petit palmier de tige souterraine avec une tendance cespiteuse. Il est assez similaire à B. yatay et B. paraguayensis. On peut le distinguer par sa hauteur maximale très réduite (1,3 m, contre plus de 15 m pour le B. yatay et 2,5 m sur B. paraguayensis), et par son étroit diamètre de stipe (11 cm, contre 45 cm du B. yatay et 20 cm sur le B. paraguayensis, "diamètre à hauteur de poitrine"). Une autre différence importante est que B. lallemantii est une espèce cespiteuse avec habituellement la présence sur chaque individu de 3 et  6 tiges unies par la racine, alors que B. yatay et B. paraguayensis ont un stipe unique.
Pollen
Il est  aussi possible de distinguer  B. lallemantii par l'aspect de son grain de pollen. Cette espèce, de même que B. yatay et B. paraguayensis, possède des grains pollinique elliptiques mononuclés, avec une exine protégée et très peu perforée, et une surface présentant un relief ondulé.
Les différences avec les deux autres espèces se présentent dans la taille du grain, lequel est de 45.2 x 23.5 µm, alors que pour B. yatay  de 64.4x36.4 µm et pour B. paraguayensis de 54.5 x 24.7 µm; de plus il peut  présenter des grains triangulaires  non semblable aux deux autres .

### Classification
- Sous-famille des Arecoideae
  - Tribu des Cocoeae
    - Sous-tribu des Attaleinae

Le genre Butia partage sa sous-tribu Attaleinae avec 9 autres genre; 
Beccariophoenix,  Jubaeopsis, Voanioala,  Allagoptera,  Cocos,  Jubaea,  Syagrus, Parajubaea et Attalea.